# Albemarle (Carolina del Norte)
Albemarle es una ciudad ubicada en el condado de Stanly en el estado estadounidense de Carolina del Norte. Es sede del condado de Stanly. La localidad en el año 2000, tenía una población de 15.680 habitantes en una superficie de 40.8 km², con una densidad poblacional de 358.6 personas por km².

## Geografía
Albemarle se encuentra ubicada en las coordenadas 35°21′30″N 80°11′43″O / 35.35833, -80.19528. Según la Oficina del Censo, la localidad tiene un área total de 40,8 km² (15,8 mi²), de la cual 40,7 km² (15,7 mi²) es tierra y 0,2 km² (0,1 mi²) (0.44%) es agua.

### Localidades adyacentes
El siguiente diagrama muestra a las localidades en un radio de 12 kilómetros (7,5 mi) de Albemarle.

## Demografía
En el 2000 la renta per cápita promedia del hogar era de $31.442, y el ingreso promedio para una familia era de $41.729. El ingreso per cápita para la localidad era de $17.511. En 2000 los hombres tenían un ingreso per cápita de $31.001 contra $20.589 para las mujeres. Alrededor del 15.70% de la población estaba bajo el umbral de pobreza nacional.
| 1890 | 1900  | 1910  | 1920  | 1930  | 1940  | 1950   | 1960   | 1970   | 1980   | 1990   | 2000   | Est. 2008 |
| ---- | ----- | ----- | ----- | ----- | ----- | ------ | ------ | ------ | ------ | ------ | ------ | --------- |
| 248  | 1.392 | 2.116 | 2.691 | 3.493 | 4.060 | 11.798 | 12.261 | 11.126 | 15.110 | 14.939 | 15.680 | 15.522    |